# Policarp Malîhin
Policarp Malîhin, född den 9 mars 1954, är en rumänsk kanotist.
Han tog OS-brons i K-2 500 meter i samband med de olympiska kanottävlingarna 1976 i Montréal.